# アウルス・ウェルギニウス・トリコストゥス・カエリオモンタヌス (紀元前469年の執政官)
アウルス・ウェルギニウス・トリコストゥス・カエリオモンタヌス（ラテン語: Aulus Verginius Tricostus Caeliomontanus）は共和政ローマ初期の政治家・軍人。紀元前469年に執政官（コンスル）を務めた。

## 出自
パトリキ（貴族）であるウェルギニウス氏族の出身。父は紀元前494年の執政官アウルス・ウェルギニウス・トリコストゥス・カエリオモンタヌス、おそらく紀元前448年の執政官ティトゥス・ウェルギニウス・トリコストゥス・カエリオモンタヌスは息子と思われるが、彼の兄弟で紀元前456年の執政官スプリウス・ウェルギニウス・トリコストゥス・カエリオモンタヌスの息子である可能性もある。ハリカルナッソスのディオニュシオスは、コグノーメン（第三名、家族名）をノメンタヌスとしているが、カピトリヌスのファスティの碑文はカエリオモンタヌスと読める。

## 経歴
紀元前469年、カエリオモンタヌスは執政官に就任。同僚執政官はティトゥス・ヌミキウス・プリスクスであった。執政官に就任するとカエリオモンタヌスはアエクイと、プリスクスはウェルスキとの戦争を担当することとなった。どちらもローマの農村地帯を焼き討ちしていた。カエリオモンタヌスはアエクイ族を攻撃したが、戦いは困難なものとなった。一方のプリスクスはウォルスキを攻め、その首都であるアンティウム（現在のアンツィオ）の外港であるカエノン（現在のネットゥーノ）を占領した。その後サビニがローマに侵攻したために、カエリオモンタヌスはプリスクスと合流し、その報復としてサビニの農村地帯で略奪を行った。
2年後の紀元前467年、ウォルスキから奪取したアンティウムにローマは植民市を建設した。カエリオモンタヌスはティトゥス・クィンクティウス・カピトリヌス・バルバトゥスとプブリウス・フリウス・メドゥッリヌス・フススと共に、植民者に土地を分配する三人委員会の一人に選ばれた。

## 参考資料

### 古代の資料
- ハリカルナッソスのディオニュシオス『ローマ古代誌』
- ティトゥス・リウィウス『ローマ建国史』

### 研究書
- Broughton, Thomas Robert Shannon (1951), The Magistrates of the Roman Republic, Philological Monograph No. 15, New York: American Philological Association, ISBN 0-89130-811-3